# دانشگاه نوا ساوت‌ایسترن

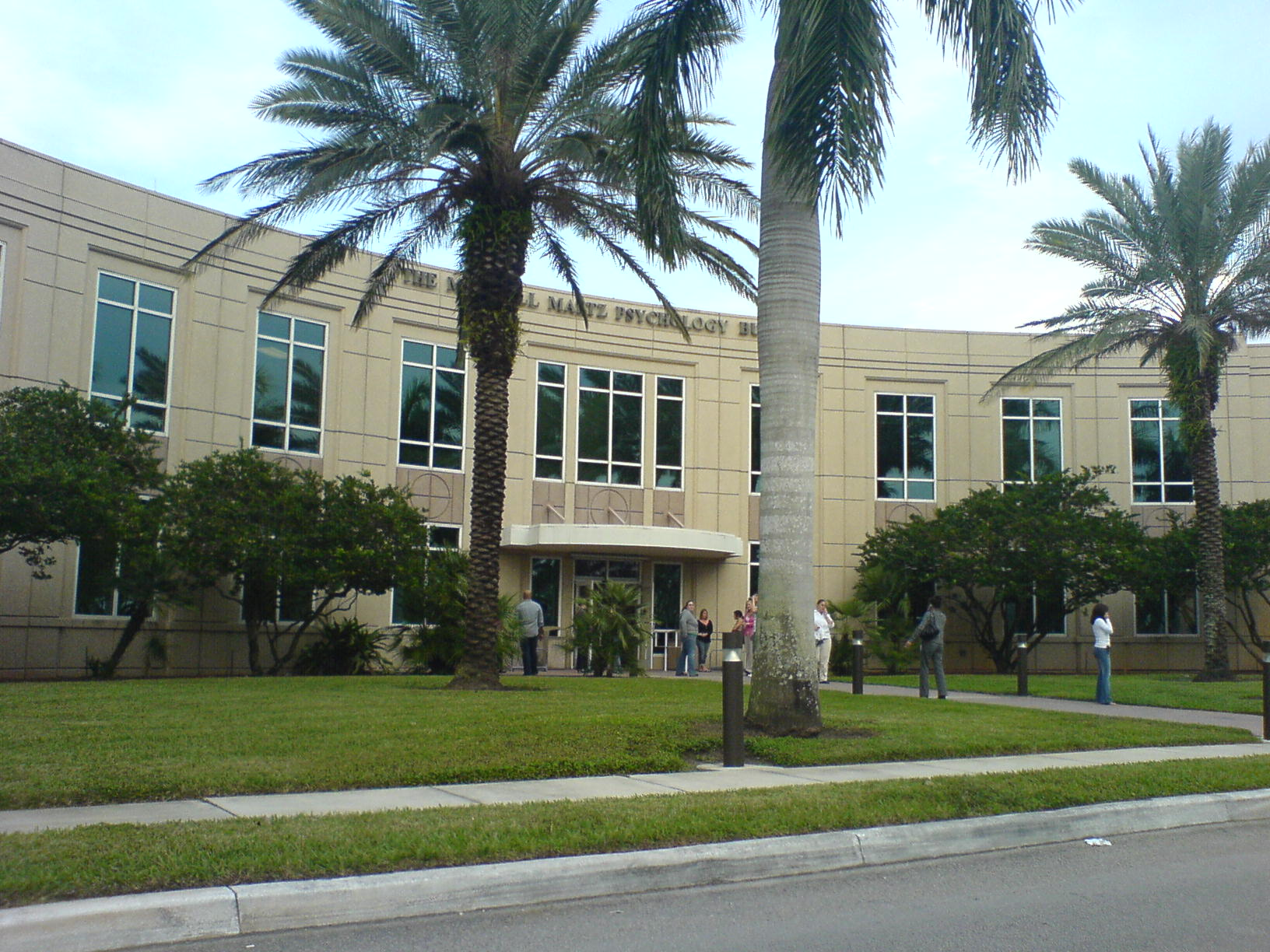

دانشگاه نوا ساوت‌ایسترن (به انگلیسی: Nova Southeastern University) یکی از دانشگاه‌های ایالت فلوریدا در نزدیکی شهر میامی آمریکا است.
این دانشگاه ۲۹۰۰۰ دانشجو دارد.